# Eleanor Logan
Eleanor Logan –conocida como Elle Logan– (Portland, 27 de diciembre de 1987) es una deportista estadounidense que compitió en remo.
Participó en tres Juegos Olímpicos de Verano, obteniendo tres medallas, oro en Pekín 2008, oro en Londres 2012 y oro en Río de Janeiro 2016, en la prueba de ocho con timonel.
Ganó cinco medallas en el Campeonato Mundial de Remo entre los años 2009 y 2015.

## Palmarés internacional
| Juegos Olímpicos   | Juegos Olímpicos          | Juegos Olímpicos  | Juegos Olímpicos   |
| Año                | Lugar                     | Medalla           | Prueba             |
| ------------------ | ------------------------- | ----------------- | ------------------ |
| 2008               | Pekín (China)             | Medalla de oro    | Ocho con timonel   |
| 2012               | Londres (Reino Unido)     | Medalla de oro    | Ocho con timonel   |
| 2016               | Río de Janeiro (Brasil)   | Medalla de oro    | Ocho con timonel   |
| Campeonato Mundial |                           |                   |                    |
| Año                | Lugar                     | Medalla           | Prueba             |
| 2009               | Poznań (Polonia)          | Medalla de plata  | Cuatro sin timonel |
| 2010               | Cambridge (Nueva Zelanda) | Medalla de oro    | Ocho con timonel   |
| 2011               | Bled (Eslovenia)          | Medalla de oro    | Ocho con timonel   |
| 2014               | Ámsterdam (Países Bajos)  | Medalla de oro    | Ocho con timonel   |
| 2015               | Aiguebelette (Francia)    | Medalla de bronce | Dos sin timonel    |